# The Johnny Cash Show (album)
The Johnny Cash Show è un album dal vivo del cantautore country Johnny Cash pubblicato dall'etichetta Columbia Records nel 1970.
Contiene esecuzioni da parte di Cash di canzoni suonate nel corso dell'omonimo programma televisivo da lui condotto tra il 1969 e il 1971.

## Il disco
Sebbene sia uno dei dischi di Cash meno conosciuti, contiene un singolo di grande successo come Sunday Mornin' Comin' Down, che aiutò la carriera del suo autore Kris Kristofferson. Il singolo raggiunse la vetta delle classifiche country negli Stati Uniti. L'album è stato certificato disco d'oro dalla RIAA il 16 febbraio 1995.

## Tracce
1. Sunday Mornin' Comin' Down (Kris Kristofferson) – 4:04
2. Come Along and Ride This Train (Cash) – 6:16
Six Days on the Road (Earl Green, Carl Montgomery)
There Ain't No Easy Run (Tom T. Hall, Dave Dudley)
Sailor on a Concrete Sea (Merle Travis)
3. These Hands (Eddie Noack) – 3:45
4. I'm Gonna Try to Be That Way (Cash) – 3:24
5. Come Along and Ride This Train (Cash) – 8:04
Mississippi Delta Land (Harlan Howard)
Detroit City (Mel Tillis, Danny Dill)
Uncloudy Day (Joshua K. Alwood)
No Setting Sun (Ruth Davis)
Mississippi Delta Land
6. Here Was a Man (Johnny Bond, Tex Ritter) – 2:56

## Formazione
- Johnny Cash - voce, chitarra acustica
- The Carter Family - cori
- The Statler Brothers - cori
- Marshall Grant - basso
- W.S. Holland - batteria
- Bob Wootton - chitarra elettrica
- Carl Perkins - chitarra elettrica
- Norman Blake - chitarra acustica
- Bill Walker - direzione orchestra
- Bob Johnston - produzione